# Jaxa (État)
Ne doit pas être confondu avec Agence d'exploration aérospatiale japonaise.
1665–1685
Entités précédentes :
- Tsarat de Russie

Entités suivantes :
- Dynastie Qing

Jaxa (en polonais : Jaxa, Jaksa), en russe : Якса, Jaxa, en chinois : 雅克薩, en mandchou : yaksa) est un micro-État du Nord de l'Asie, dans une partie de la Mandchourie, ayant existé entre 1665 et 1685. Sa capitale était Albazino. Il était situé à la frontière du tsarat de Russie et de la Chine Qing, qui finira par l'annexer. Sa langue usuelle était le polonais — c'était la langue qu'employait le gouvernement chinois pour communiquer avec le gouverneur Czernichowski. Non reconnu par les Russes, il reçut cependant la visite de diplomates français et hollandais.

## Nom
Le nom de Jaxa provient de la forteresse en bois de Jaxa, construite par Nicéphore Czernichowski à la place d'Albazino, qui avait été détruite par les troupes chinoises. Le nom du fort est dérivé des armoiries de la famille du fondateur.

## Histoire

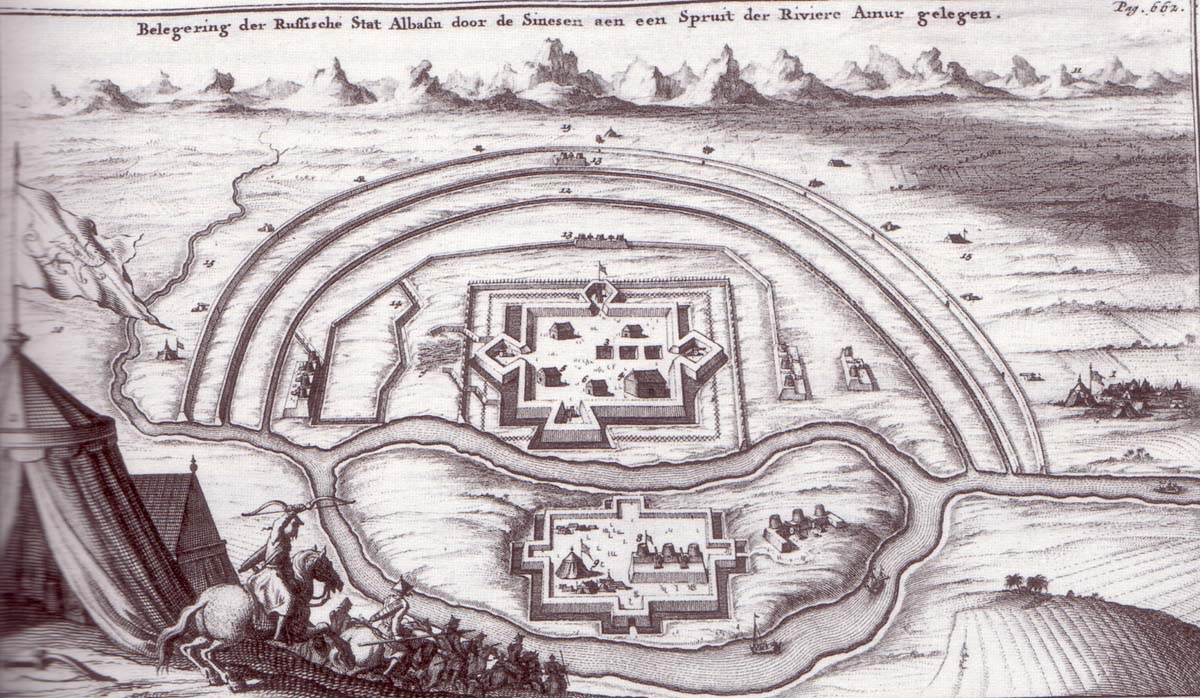
Le siège de la forteresse d'Albazino par les Chinois en 1685.

L'État de Jaxa a été créé par Nicéphore Czernichowski, un noble polonais déporté de Volhynie. En 1665, Czernichowski et quelques-uns de ses partisans, des Cosaques de Sibérie, tuèrent le voïvode d'Oust-Ilimsk, qui avait violé sa fille. Ils fuirent ensuite et reconstruisirent la place forte abandonnée d'Albazino, afin de s'y cacher, en faisant ainsi la capitale de leur nouvel État. Czernichowski a rapidement gagné le soutien de la population locale, le peuple toungouse, grâce à une attitude bien plus respectueuse que celle des cosaques russes. Il construisit une importante place forte sur les ruines d'Albazino en lui donnant le nom de Jaxa. 
Dans les années qui suivirent, les gouverneurs sibériens firent plusieurs tentatives infructueuses pour reprendre le contrôle d'Albazino ; cependant, Czernichowski sut conserver sa position en utilisant les Russes contre les Chinois et vice-versa. À partir de 1669, le versement d'un tribut au Tsar influa sur la décision de ce dernier de reconnaître officiellement Czernichowski comme seigneur de Jaxa en 1674. En 1675, à l'aide de la population locale, il lança une attaque contre des terres chinoises : ce fut la dernière mention que l'on a de lui dans l'histoire,.
Au début, la Chine n'entreprit pas grand chose contre Jaxa, ses dirigeants étant occupés à la reconquête du Sud du pays. En 1683, après la prise de Taïwan, les Chinois purent se retourner vers le Nord. 
Ils assiégèrent Albazino en le 23 juin 1685 ; les défenseurs se rendirent en juillet. L'armée russe reprit le fort en 1686, et il fut définitivement abandonné en 1689, dans le cadre du traité de Nertchinsk. Le territoire de l'État de Jaxa fut alors intégré à l'empire des Qing.